# Mesoleuca
Mesoleuca là một chi bướm đêm thuộc họ Geometridae.
Bao gồm các loài:
- Mesoleuca albicillata – Beautiful Carpet